# May Ayim

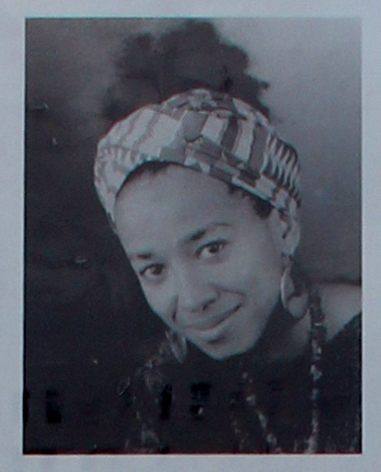
May Ayim

May Ayim, pseudonimo di Sylvia Opitz (Amburgo, 3 maggio 1960 – Berlino, 9 agosto 1996), è stata una poetessa e attivista tedesca nata da genitori del Ghana.

## Biografia

### La difficile infanzia
Nacque ad Amburgo da Ursula Andler e da Emmanuel Ayim, uno studente di medicina del Ghana. Tuttavia, appena nata, non poté essere affidata al padre. Passò dunque un breve periodo in un orfanotrofio e venne poi adottata dalla famiglia Opitz, che l'allevò assieme ai figli naturali.
Non ebbe un'infanzia felice, poiché i genitori adottivi usavano la violenza per controllare il suo comportamento considerato "deviante". Per trovare uno sfogo, iniziò dunque a comporre le sue prime poesie.

### Cacciata di casa
Buttata fuori di casa all'età di diciannove anni, ha però sempre mantenuto dei contatti con la famiglia Opitz.
Nel 1979 si diplomò presso la scuola episcopale di Münster, dopo aver studiato lingua tedesca e sociologia. Frequentò poi l'università a Ratisbona, dove studiò psicologia, e durante questo periodo viaggiò in Israele, Kenya e soprattutto Ghana.
In Africa si riconciliò con il padre, diventato nel frattempo professore di medicina.

### Laurea e attività culturale
La sua tesi di laurea (Afro-Tedeschi: La loro diversità culturale e storico-sociale sullo sfondo dei mutamenti sociali) fu pubblicata con l'aiuto di Katharina Oguntoye e di Dagmar Schultz, con i quali co-fondò l'Initiative Schwarze Deutsche (Iniziativa per i popoli di colore in Germania).
Dopo una seconda visita in Ghana, dove incontrò la famiglia paterna, tornò in Germania per studiare logopedia scrivendo una tesi sull'etnocentrismo. Si trasferì poi a Berlino e s'iscrisse all'università locale. Durante questo periodo assunse come cognome Ayim.
Fu poi attiva come educatrice e scrittrice, partecipando a conferenze e alla pubblicazione di Blues in bianco e nero.

### Malattia e morte
Fu ammessa al reparto psichiatrico dell'Auguste Victoria Hospital di Berlino nel gennaio 1996, poiché aveva iniziato a dormire poco. Quando i medici analizzarono il suo problema, scoprirono sin dalla prima diagnosi tracce di sclerosi multipla. Iniziò una cura farmaceutica solo ad aprile e, pur soffrendo ancora di depressione, fu rilasciata. Ritornò al reparto psichiatrico a giugno, dopo aver tentato il primo suicidio, ma già a luglio fu rimessa.
Un ennesimo attacco di depressione la spinse a gettarsi dal tredicesimo piano di un edificio di Berlino.

### Tributi
Il cantante e poeta giamaicano Linton Kwesi Johnson le ha dedicato una canzone intitolata Reggae fi May Ayim, contenuta sul suo album More Time pubblicato nel 1998.